# 席尔
席尔（英語：Seal，1963年2月19日—），全名席爾·亨利·奧盧塞貢·奧盧米德·阿德奧拉·塞繆爾（Seal Henry Olusegun Olumide Adeola Samuel），生於英国伦敦帕丁顿，尼日利亚-巴西裔英国靈魂樂创作歌手。全球唱片銷量超過3千萬張，他的首本名曲為《玫瑰之吻》。他亦是《澳洲好聲音》2012年及2013年的評判。
2005年5月10日，席尔与德裔美国模特海蒂·克鲁姆在墨西哥结婚。两人育有兩子兩女，依大小排序分別為：女兒莱妮（Leni）、兒子亨利（Henry）和约翰（Johan），以及女兒露（Lou）。兩人於2012年1月宣告離婚。
虽然众说纷纭，他的面部疤痕其实是盤狀紅斑性狼瘡的结果。

## 早年生活
席尔原名奧盧塞貢·奧盧米德·阿德奧拉·塞繆爾（Olusegun Olumide Adeola Samuel），生於英國帕丁顿，父親弗朗西斯·塞繆爾（Francis Samuel）是巴西人，母親尼日利亞人。他的名字為西非約魯巴語，奧盧塞貢（Olusegun）意思為「勝利之神」，奧盧米德（Olumide）即「神已來臨」，阿德奧拉（Adeola）可以解作「富有的皇冠」或「財富的皇冠」。他在西敏市由寄養家庭養大。

## 作品列表
录音室专辑
- 1991 Seal
- 1994 Seal II
- 1998 Human Being
- 2003 Seal IV
- 2007 System
- 2008 Soul
- 2012 "Soul 2 (album)"

其他专辑
- 2004 Best 1991-2004
- 2005 Live in Paris
- 2006 One Night to Remember
- 2009 Soul Live
- 2009 Live In Brooklyn
- 2009 Hits

DVD
- 2004 Videos - 1991 - 2004
- 2005 Live in Paris
- 2005 Live At the Point - 1992
- 2006 One Night to Remember
- 2008 Soundstage (Blu-ray only)
- 2009 Soul Live
- 2009 Live In Brooklyn

廣告及宣傳
- 2017年，替Discovery頻道著名的單元「鯊魚週」做宣傳，因為其名字“Seal”在英文單字剛好是大白鯊最主要的食物海豹。